# Сухој Су-25
Сухој Су-25 (рус. Сухой Су-25; НАТО класификација ) је двомоторни авион, једносед, намењен за блиску подршку и противоклопну борбу. Пројектован је у Совјетском Савезу, налази се и данас у употреби у ратним ваздухопловствима Русије, чланица Заједнице независних држава и неколико других страних земаља. Први прототип је полетео 22. фебруара 1975. године. Након завршених испитивања, авион се серијски производио од 1978. године, у Тбилисију у совјетској републици Грузији. Убрзо су развијене и усвојене његове варијанте двоседа Су-25УБ, варијанта за вучу мета у лету у ваздушном простору Су-25БМ и извозна варијанта Су-25К. Неколико примерака авиона Су-25, надограђени су у стандард Су-25СМ, 2012. године. Варијанте Су-25Т и Су-25ТМ су такође познате са ознаком Су-39. Резултат су наставка развоја, а не производе се у значајније већем броју примерака.

## Развој
Авион Су-25, развијен је ОКБ Сухој, на резултатима истраживања спроведеним касних шездесетих година 20. века, у циљу дефинисања тактичко-техничких захтева (ТТЗ) новог јуришног авиона, традиционално уважавајући ефекте чувеног Иљушина Ил-2 у Другог светског рата, који је остао синоним за руске јуришне авионе. Захтев је да, сходно промењеној ратној доктрини, изводе борбене операције применом конвенционалног оружја. Су-25 је тешко наоружан топом ГШ-30-2, калибра 30 mm и за различитим експлозивним средствима ваздух-земља, укупне маса око 4.400 kg. На одређен начин, представља еквивалент америчком јуришном авиону A-10 тандерболт II (мада би се пре могао упоредити са Нортропом YA-9 који је изгубио на конкурсу Америчког ратног ваздухопловства за избор новог јуришног авиона). Исте спецификације довеле су до развоја јуришне варијанте МиГ-27 од руског ловца МиГ-23, иако између ова два авиона нема никакве сличности.
Конкуренција између познатих совјетских ваздухопловних развојних организација је била велика. Најзначајнији резултати су били са пројектима Ил-102 и Т-8 (Сухој). Модерним погледима на јуришни авион заправо су одговорили само предлози Ил-102 и Т-8. Пројекат Ил-102 је развијен од млазног јуришног авиона Ил-40. Основна карактеристика, Иљушиновог новог пројекта је била максимално поједностављен авион.
Сухој је предложио потпуно нови пројекат означен са Т-8, који је годинама развијао његов пројектни биро. Захваљујући бољем нишанском систему, мањим габаритима и мањој маси од Ил-102, Су-25 је добио предност и у јесен 1969. године је победио на конкурсу. Програм ИЛ-102 је обустављен.
Први прототип Сухоја Су-25, под ознаком Т-8-1, полетео је 22. фебруара 1975. године. Проблеми у развоју одложили су његово увођење у оперативну употребу све до априла 1981. године.

## Пројекат

### Концепција
Од самог почетка, пројекат Т-8 (Су-25) представљао је развој авиона једноставног за производњу, способног да извршава сложене оперативне задатке за подршку копнених снага за који је потребно минимално време и обим радова на одржавању. Као резултат тога, Су-25 је пројекат за који је потребна минимална обука летача и особља за одржавање на земљи. Време припреме авиона за одлазак на задатак је занемарљиво кратко. Посебна предност је аутономија употребе и изван аеродрома са посебним стандардима, чак је оперативан и са полуприпремљених земљаних стаза.
Авион Су-25 је класични двомоторни подзвучни авион, једносед, класичне аеродинамичке шеме, висококрилац. Крило је трапезно негативног диедра, са углом стреле нападне ивице од 20°. Под крилом се налазе 10 подвесних носача за наоружање и друге спољне терете, по којима је авион добио популарни назив „Чешаљ“. Хоризонтални реп је такође класични - трапезног облика и са крмилом висине. Вертикални реп је такође класичан. Попречни пресек трупа авиона је елипсастог и правоугаоног облика. Састоји се из три конструктивне целине (склопа).

### Конструкција и распоред склопова
Структура авиона је класичне технологије, састављена о склопова добијених међусобним везивањем елемената закивањем: оквира, уздужника, ребара, рамењача, носећих окова и оплате. За израду ових елемената коришћени су класични материјали — првествено метали: алуминијумске легуре у нивоу (до 60% од укупне масе змаја летелице), легуре магнезијума, (2% масе змаја летелице), легуре титана, (13,5% масе змаја летелице), чепика (19% масе змаја летелице) и других материјала (3% од масе змаја летелице).
Предњи — кабински део трупа интегрише кабину пилота, системе опреме и предњу ногу стајног трапа. Централни део трупа повезује крило, моторе и главне ноге стајног трапа. Задњи део трупа, на коме су интегрисане обе репне површине и контејнер за кочиони падобран. Стајни трап је увлачећи, система трицикл, предња носна нога се увлачи у труп авиона а главне ноге, када су извучене, точкови су им испод крила, а у току лета се увлаче у труп авиона. Положај главних ногу стајног трапа је такав да не смета подвешавања оружја и спољних резервоара за гориво. Морнаричка верзија овог авиона је опремљена системом за напајање горивом у лету, као и куком за заустављање при слетању на носач авиона. Авион Су-25 је веома добро наоружан а конкретно ношење наоружања зависи од варијанте и планиране мисије авиона.
1 — Топ GSh-30-2
2 — Аеродинамичке кочнице
3 — Електронске противмере
4 — Ласерски нишан Клен-ПС
5 — Опрема, електроника БРЭО
6 — Антене за идентификацију
7 — Пито-статички систем ваздушних података ПВД-18Г-3М
8 — Контејнер кочионог падобрана
9 — Резервоар горива
10 — Главна нога стајног трапа
11 — Избациво седиште К-36Л
12 — Чеоно стакло
13 — Перископ
14 — Млазни мотор
15 — Усисник ваздуха
16 — Антене РСБН 6Ц
17 — ПВД-7
18 — Предња нога стајног трапа
19 — Поклопац кабине
20 — Приказивач у кабини АСП-17
21 — Склапајуће степенице
22 — Рамењача
23 — Закрилце
24 — Предкрилце
25 — Крмило правца са пригушивачем осцилација
26 — Крилце
27 — Аутомат за избацивање мамаца АСО-2В
28 — Антене СПО-15
29 — Крмило висине
30 — Спољни носачи терета БДЗ-25
31 — Покретање мотора АПУ-60

### Погон
Варијанте серијских авиона Су-25 / Су-25УТ / Су-25Т / Су-25БМ погоне Мотори (2 х Турмански Р-195), без допунског сагоревања, интегрисани су бочно на труп, у кореном делу полу-крила. Потисак им је близу 2 х 43 kN / 45 kN (у ванредним случајевима). Међутим, модернизација Су-25 је обухватила и измену обилазнице језгра мотора Р-195, што је допринело повећању потиска на 50 kN у ванредним случајевима.
Систем за гориво се састоји од 4 резервоара, у трупу су смештена два, а у сваком полу – крилу по један. Резервоари за гориво су самозаптивајући, додатни оклоп је уграђен између мотора и централног дела трупа. У издувне цеви мотора уграђене су мреже (завесе), за умањење димног трага.
Су-25 је опремљен бочним уводницима ваздуха, са косим улазним пресеком и лучном спољном страницом. Усисници прелазе у канале овалног пресека и директно уводе ваздух у компресоре мотора, са минималним губицима.
Бочно, између страница трупа и улазних делова усисника ваздуха налазе се клинасти одвајачи граничног слоја акумулираног на површини трупа, ширине од 60 mm. Да би се побољшао довод ваздуха на великим нападним угловима, а раван улазног пресека је закошена за 7 степени.

### Кабина и опрема

#### Заштита пилота и повећање преживљавања авиона
Кабина омогућава добру прегледност пилоту како у фазама полетања и слетања тако и при лету авиона. Под притиском је и са избацивим седиштем К-36Л (лака верзија од К-36Д), спашава на свим висинама при брзинама 0–1000 km/h. 
Су-25 је значајно повећано преживљавање са неопходним мерама, које су пеналисане повећањем нормалне полетне масе за 7,2% или 1050 kg, витални системи су дуплирани, a кабина је обложена титанијумским оклопом (плочама): 
- - Дебљина бочних плоча оклопљене кабине - 24 mm (титан)
- - Задњи зид оклопљене кабине - 10 mm (титан)
- - Предњи зид оклопљене кабине - 24 mm (титан)
- - Оклопљен патос кабине - 10 mm (титан)
- - Предњи оклоп уређаја кабине - 57 mm
- - Може да издржи удара до 50 метака, калибра од 12,7 mm
- - Пречник пилотске палице - 40 mm
- - Ветробран - 55 mm оклопни триплекс.
- - Заштита потиљка пилота, 6 mm

#### Опрема
Носни део трупа је опремљен са препознатљивим удвојеним Пито цеви, декорисаним са навигационим антенама, обухвата главну - ХП-18г-3М и резервну - ЦВП - 7. 
Системи опреме такође укључују:
- Доплер радар DISS-7.
- Пријемник SRO за противрадарско упозорење (RWR).
- Радар за навођење SPO-15 и систем упозорења (RHAWS).
- Идентификација-пријатељ-непријатељ SO-69 или - (IFF) предајник.
- Авио-навигациони и систем за слетање.
- Комплет радио уређаја, укључујући и један за директну комуникацију са копненим трупама.

У корену вертикалног репа, уграђена је антена RWR и систем за инструментално слетање. Двоструки кочиони падобрани су у контејнеру испод вертикалног репа, а на врху тога простора су системи IC и противрадарски мамци, АСО-2Б, са укупно 128 патрона.

### Наоружање
У Арсеналу овог авиона су топови, ракете ваздух-ваздух, вођене ракете ваздух-море, невођене ракете ваздух-земља, калибра 57 до 340 mm и класичне слободно падајуће авио-бомбе разног калибра и намене. Поред оптичког нишана авион је имао и ласерски даљиномер и нишан и остале уређаје који су му омогућавају дејство преко целог дана и у лошим временским условима.
| Наоружање авиона Су-25                   | Наоружање авиона Су-25                    |
| ---------------------------------------- | ----------------------------------------- |
| Спољни носачи                            | 8 (10)                                    |
| Спољна борбена носивост                  | 4.340 kg                                  |
| Стандардна спољна носивост               | 1.340 kg                                  |
| Топ ГШ-30-2 (уграђен)                    |                                           |
| Број                                     | један                                     |
| Калибар                                  | 30 mm                                     |
| Бојеви комплет                           | 250 граната                               |
| Топови ГШ-23Л (у подвесним контејнерима) |                                           |
| Калибар                                  | 23 mm                                     |
| Бојеви комплет                           | 260 метака                                |
| Бомбе                                    |                                           |
| Класичне слободно падајуће авио бомбе    | ФАБ-100; ФАБ-250; ФАБ-500 и Касетне бомбе |
| Ракете                                   |                                           |
| Ваздух - ваздух                          | Р-60                                      |
| Ваздух - земља                           | С-5; С-8; С-13; НАР; С-24Б; С-25          |
| Ваздух - море                            | Х-23; Х-25; Х-29                          |

## Варијанте
Основна варијанта овог авиона је једносед Су-25. Развијен је и произведено је неколико примерака двоседа за обуку пилота Су-25УБ, као и неколико авиона Су-25УТГ са ојачаном конструкцијом и куком који су служили за обуку пилота у слетању на носаче авиона. Први Су-25УТГ полетео је у Септембру 1988. године и укупно је произведено десетак авиона. Половина од овог броја још увек се налази у оперативној употреби на једином руском носачу авиона Адмиралу Кузњецову. Руска морнарица наручила је још десет Су-25УБП сличних Су-25УТГ али са увлачивом сондом за пуњење горивом у лету.
Из краткотрајног локалног сукоба на Кавказу извучена је поука за неопходном модернизацијом авиона Су-25. Резултат тога су напредније варијанте авиона Су-25 Су-25Т (алтернативна ознака Су-28), Су-25ТМ (Су-39) и Су-25СМ. Уведен је побољшан нападно-навигацијски систем, повећана је отпорност авиона на противавионску ватру са земље и обезбеђено је ношење нове генерације вођених пројектила ваздух-земља.
| Варијанте авиона Сухој Су-25 | Варијанте авиона Сухој Су-25                                                                        |
| ---------------------------- | --------------------------------------------------------------------------------------------------- |
| Су-25                        | Прва варијанта серијског авиона.                                                                    |
| Су-25УБ                      | Школско борбени двосед, серијски авион.                                                             |
| Су-25УТ, Су-28               | Школска верзија, двосед.                                                                            |
| Су-25УБК                     | Извозна варијанта Су-25УБ                                                                           |
| Су-25УТГ                     | Двосед, за испитивање могућности слетања на копнену и палубну (бродску) подлогу.                    |
| Су-25БМ                      | Авион - тегљач мета за обуку у гађању, у ваздушном простору.                                        |
| Су-25К                       | Извозна варијанта Су-25                                                                             |
| Су-25Т                       | Против-тенковски јуришни авион, са новим оружјем и опремом.                                         |
| Су-25ТК                      | Извозна варијанта Су-25Т                                                                            |
| Су-25ТМ, Су-39               | Против-тенковски јуришни авион, за све временске услове.                                            |
| Су-25СМ                      | Модифициран и побољшан у домену нападно-навигацијског система, опреме у кабини, погона и наоружања. |

## Оперативна употреба
Произведено је око 700 примерака авиона Су-25, периоду од 1980. до 1992. године.

### Рат у Авганистану (1979—1989)
Су-25 је показао значајну предност у односу на свог конкурента Јак-38 и већ у пролеће 1980. године, распоређена су 4 примерка у Авганистану. Од средине 1981. године, укључен је цео ескадрон Су-25, а 1984. повећано је на пук. Борбена искуства су указивала на велико преживљавање и управљивост при нападу авиона. Главни задатак авиона Су-25 је био нападно дејство на војне циљеве у планинским областима и на структуру под контролом авганистанских побуњеника. Релативно мала брзина лета му је омогућавала прецизност при нападу.
Су-25 је у Авганистану добио надимак рус. Грач (гавран), постао је најпознатији борбени авион. Након појаве преносних ракета земља-ваздух Стингер у наоружању муџахедина, у 1987. години, подвргнут је модернизацији, у циљу повећања преживљавања.
Током рата у Авганистану, Су-25 је укупно лансирао 139 вођених ракета свих врста на положаје муџахедина. У просеку, сваки авион је направио 360 летова годишње, укупно знатно више од било којег другог борбеног авиона у Авганистану. До краја рата, скоро 50 Су-25 су распоређени у авганистанске авио база, изведено је укупно 60.000 летова. Између првог распоређивања у 1981. и краја рата 1989. године, изгубљена су око 23 авиони у борбеним операцијама, а око 9 је уништено на земљи на стајанци.

### Ирачко-ирански рат
Сухој Су-25 је уведен у оперативну употребу у ирачко ваздухопловство у другој половини осамдесетих година 20. века. Према неким изворима, они су коришћени врло интензивно у томе рату. Током рата ирачки Су-25, направили су око 900 борбених летова. У једном инциденту снимљено је да је ирачки Су-25 оборен иранском ракетом земља-ваздух. Пилот се успешно катапултирао. После рата, Садам Хусеин је одликовао све ирачке пилоте на Су-25, са највишим војним одликовањем.

### Заливски рат (1991)
Током Заливског рата ирачки Су-25 нису летели, али су претрпели велике губитке. Супериорност коалиционих снага је била велика, па и потпуна превласт у ваздушном простору. Седам авиона Су-25 су прелетела у Иран, 25. јануара 1991. године, где су укључена у њихово ваздухопловство, два су оборили амерички ловци F-15 игл, током покушаја да полете. Остали су уништени на земљи. Укупно је Ирак изгубио 31 авион Су-25.

### Абхазијски рат (1992.—1993)
Грузија је у овом сукобу користила своје авионе Су-25. Неколико тих авиона су оборени од стране абхазијске противваздухопловне одбране. Познат је најмање један случај учешћа Су-25, Руског ратног ваздухопловства.

### Рат за Нагорно-Карабах (1991.—1994)
Су-25 је био први борбени авион који је учествовао у Рату за Нагорно-Карабах. У априлу 1992. године, пилот Руског ратног ваздухопловства, азербејџанског порекла Вагиф Курбанов превегао је авионом у Азербејџан и летео на њему у борбеним мисијама, све док није био оборен. Касније, Азербејџан је набавио још неколико авиона. До краја рата авионе Су-25 је имала и јерменска страна. Азербејџан је укупно изгубио три Су-25, а Јерменија 2.

### Први чеченски рат
Руски Су-25 је био основни борбени авион који је користило Руско ратно ваздухопловство у борбеним операцијама у Чеченији. На почетку борби, ова јуришна авијација је уништила све чеченске авионе. Најинтензивније су Су-25 дејствовали у зиму и пролеће 1995. године; касније су се користили спорадично, због природе рата, након примирја у јуну. Извели су око 9.000 летова, од чега око 5.300 летова са директним дејством, током чеченског рата, у периоду између 1994. и 1996. године, при чему су ови јуришници потврдили своју високу ефикасност. У тим операцијама је изгубљено 5 авиона Су-25 (четири су оборена, а један је отписан због оштећености). Упркос високом борбеном преживљавању Су-25, у једном случају обарања је усмрћен пилот, непријатељском ватром из митраљеза ДШК великог калибра (12,7 mm) - метак га је погодио кроз бочно стакло поклопца кабине.

### Други чеченски рат
Су-25 Руског ратног ваздухопловства су интензивно коришћени током Другог чеченског рата, нарочито током прве фазе, када су руске снаге извршиле инвазију на самопроглашену Ичкерију. Изгубљено је до седам руских авиона Су-25, један до непријатељске ватре: 4. октобра 1999. године, Су-25 је оборен и убијен је пилот. Крила авиона су Чечени ставили на постоље, на централном тргу у Грозном.

### Други конгоански рат
Демократска Република Конго је купила 8 борбених авиона Су-25 у 1999. години. Због недостатка пилоти обучених пилота за борбене мисије ангажовали су их из Русије, Украјине и Белорусије.

### Еритрејско-етиопски рат
Обе стране су имали Су-25 на почетку трећег дела борбе у периоду мај-јун 2000. године. Познати су напада авиона Етиопије вођеним ракетама Х-25 и Х-29.
Еритрејски МиГ-29 је оборио етиопски Су-25, том приликом је пилот смртно страдао.

### Сукоби у Републици Македонији (2001)
Македонско ваздухопловство је користило авионе Су-25 током сукоба са албанским сепаратистима. Авиони су вишеструко нападали. почев од 24. јуна 2001. године. Најуспешније су дејствовали 10. августа 2001. године, у селу Радуша, када су са Су-25 напали албанске екстремисте, који су из заседе и убили 16 македонских војника током претходна два дана.

### Грађански рат у Обали Слоноваче
Током овог грађанског рата, владине снаге су користиле авионе Су-25 за борбено дејство по побуњеничким циљевима. Коришћени су за и напад Француског контингента у оквиру мировних снага, 6. новембра 2004. године. У томе нападу, убијено је девет припадника мировних снага, а рањено 37. Убрзо након тога, француски војници су узвратили, напали су ваздухопловну базу и на земљи уништили два Су-25.

### Рат у Грузији (2008)
Сухој Су-25 је активан у ваздухопловствима Русије и Грузије. Током сукоба, званично је потврдило руско ваздухопловство губитак три Су-25, а још четири су тешко оштећена, што у великој мери премашило губитке и штету других типова авионима, који су учествовали у сукобу. Русија процењује да су уништели три грузијска Су-25, током рата, из Грузије то нико није потврдио.

### Рат у Дарфуру
Према међународној организацији Амнести Интернатионал, Судан је у више наврата. са Су-25, нападао војне и цивилне циљеве у Дарфуру. Авиони су испоручени из Белорусије, у периоду 2008—2010. године, иако је био ембарго над Суданом од стране Уједињених нација.

### Рат на истоку Украјине
Украјинске оружане снаге распоредиле су авионе за дејство у ваздушном простору изнад источних региона, почетком пролећа 2014. године. Први задаци су им били углавном извиђање и „демонстрација силе”. Украјински Су-25 су подржавали хеликоптере Ми-24, 26. маја 2014. године, током њихове војне операције повратка контроле аеродрома у Доњецку, током које су Су-25 лансирали ракете ваздух-земља. Контрола над аеродромом је поново успостављена, са 30-40 жртава на страни побуњеника. Један украјински Су-25 се срушио због техничког квара.
Су-25 је оборен, 16. јула 2014. године, украјински званичници су навели да га је оборио руски МиГ-29, ракетом Р-27Т. Русија је то демантовала. Два Су-25 су такође оборена у региону Доњецка, 23. јула 2014. године. Опет је оптужена Русија и следио је деманти.
Украјински Су-25 је оборен, 29. августа 2014. године, од стране побуњеника. Пилот је успео да се безбедно катапултира. Истога дана, побуњеници тврде да су оборили до четири Су-25.

### Оружани сукоб у северном Ираку (2014)
Ирак је набавио половне авионе Су-25, који су им испоручени крајем јуна 2014. године. Они су имали прве борбене летове 25. децембра, у ваздушном простору изнад ирачком града Тикрит, где су се лоцирале снаге, екстремистичке организације „Исламска држава”.

### Руска војна операција у Сирији
Авиони Су-25СМ користе се од 30. септембра 2015. године, у операцијама против терористичке организације тзв „Исламске државе”. Руси су распоредили Су-25СМ на аеродром у близини Латакија, Сирија, да подржи остале руске снаге у сиријској офанзиви против терориста, припадника тзв „Исламске државе”. Са њима су 2. октобра 2015. године уништили командна места терориста и заједно са осталом авијацијом су онеспособили 608 њихова склоништа,129 складишта и осталу инфраструктуру.

### Рат у Украјини
Од почетка сукоба 2022. године, ВВС Украјине користи Су-25М1 против руских снага. ВВС Русије користи Су-25СМ и Су-25СМ3 против украјинских снага. Обе стране су имале губитке у сукобу.

## Корисници авионаСу-25
| Корисници авиона Сухој Су-25 | Корисници авиона Сухој Су-25 | Корисници авиона Сухој Су-25 |
| Држава, број авиона, илустрација и коментар | Држава, број авиона, илустрација и коментар | Држава, број авиона, илустрација и коментар |
| --- | --- | --- |
| Азербејџан – Азербејџан је тајним каналима обезбедио неколико примерака, а имали су и пребеге с њима. Укупно вероватно 5 авиона Су-25. | Судан – До новембра 2008. године, имали су један Су-25, а после су наводно набавили 15 авиона из Белорусије. | Казахстан – Казахстан је набавио 12 једноседа Су-25 и два тренера Су-25УБ, у децембру 1995. године. |
| Ангола – Први уговор се односи на 12 једноседа Су-25К и два двоседа Су-25УБ. Касније, је испорука допуњена још три са двоседа. | Туркменистан – После распада Совјетског Савеза, у Туркменистану је остало 46 примерака Су-25. Оперативно је било 18, 2004. | Чешка – Чешка је наследила двадесет четири Су-25К и један Су-25УБК. У децембру 2000. године, они су пензионисани и ускладиштени. |
| Јерменија – Поседују авионе Су-25: 5 основних, 9 Су-25К и 1 Су-25УБК. То је у 2009. години. | Узбекистан – Након распада Совјетског Савеза, око 20 Су-25, Су-25УБ, и Су-25БМ остало је у њиховом власништву. | Северна Кореја – Северна Кореја је прва азијска земља која је набавила авионе Су-25, укупно 32 једноседа Су-25К и четири Су-25УБ. |
| Бугарска – Двадесет Су-25К и три Су-25УБ су били у оперативној употреби 2004. године. | Украјина – Тренутно, украјинско ваздухопловство поседује око 60 Су-25, Су-25УБ, и Су-25УТГ. | Словачка – Словачка је наследила 12 Су-25К и један Су-25 УБК након распада Чехословачке. |
| Замбија – У оперативној употреби имају један Су-25, од 2008. године. | Чад – Преузео 4 Су-25 и 2 Су-25УБ од Украјине у 2008. години. | Нигер – У току 2014. године, била су два Су-25 оперативна. |
| Русија – Поседује смањену флоту Су-25, већином једноседа, мањи број двоседа Су-25УБ, и тегљача Су-25БМ. Поред тога, поседују мањи број Су-25Т против тенковске варијанте. Све у свему, 286 примерака Су-25 су у њиховој оперативној употреби од 2008. године. У току је модернизасија око једне трећине флоте. У оквиру тога се развија и морнарички двосед. | Етиопија – Пар Су-25Т и два борбена тренера Су-25УБК, испоручени су Етиопији у првом кварталу 2000. године. Двоседи, који су повучени из оперативне употребе Руског ратног ваздухопловства, модифицирани су у складу са посебним захтевима Етиопског ваздухопловства. Етиопљани су их користили у борбеним операцијама против еритрејских побуњеничких група.                                                 | Белорусија – Белорусија је, после Русије, добила највећи број авиона Су-25. Седамдесет Су-25 и шест Су-25УБ су били оперативни, 2004. године.                                                                                                  |
| Русија – Поседује смањену флоту Су-25, већином једноседа, мањи број двоседа Су-25УБ, и тегљача Су-25БМ. Поред тога, поседују мањи број Су-25Т против тенковске варијанте. Све у свему, 286 примерака Су-25 су у њиховој оперативној употреби од 2008. године. У току је модернизасија око једне трећине флоте. У оквиру тога се развија и морнарички двосед. | Етиопија – Пар Су-25Т и два борбена тренера Су-25УБК, испоручени су Етиопији у првом кварталу 2000. године. Двоседи, који су повучени из оперативне употребе Руског ратног ваздухопловства, модифицирани су у складу са посебним захтевима Етиопског ваздухопловства. Етиопљани су их користили у борбеним операцијама против еритрејских побуњеничких група.                                                 | Перу – Перу је набавио 18 Су-25 крајем 1998. године из Белорусије, која им је обновила ресурс пре испоруке. Испоручено је 10 једноседа и осам тренера двоседа Су-25УБ. У фебруару 2013. године, од 18 Су-25, била су само 4 авиона оперативна. |
| Демократска Република Конго – Крајем 1999. године, потписао уговор са Демократској Републиком Конго за испоруку 10 Су-25К. Договор је износио на 6 милиона америчких долара, а прва четири авиона су испоручена ваздухопловним транспортом Ан-124, у новембру 1999. Преосталих шест авиона испоручена су у јануару 2000. године. Један авион се срушио у децембру 2006. године у току рутинског лета, док се други срушио 30. јуна 2007, током прославе дана независности. | Иран – Седам ирачких авиона Су-25, 21. јануара 1991. године, прелетели су у Иран да би се избегло њихово уништавање од ваздухопловних снага коалиције, у току Заливског рата. Ове авионе су Иранци присвојили и докупили су још шест нових примерака. Извештаји показују да су неки од авиона враћени у Ирак у јулу 2014. године, да би се повећала њихова борбена способност, у новим околностима у региону. | Екваторијална Гвинеја – Достављени су Екваторијалној Гвинеји, у 2005. години, 4 Су-25 и 2 борбена тренера Су-25УБ. Тренутни статус тих авиона није познат.                                                                                     |
| Демократска Република Конго – Крајем 1999. године, потписао уговор са Демократској Републиком Конго за испоруку 10 Су-25К. Договор је износио на 6 милиона америчких долара, а прва четири авиона су испоручена ваздухопловним транспортом Ан-124, у новембру 1999. Преосталих шест авиона испоручена су у јануару 2000. године. Један авион се срушио у децембру 2006. године у току рутинског лета, док се други срушио 30. јуна 2007, током прославе дана независности. | Иран – Седам ирачких авиона Су-25, 21. јануара 1991. године, прелетели су у Иран да би се избегло њихово уништавање од ваздухопловних снага коалиције, у току Заливског рата. Ове авионе су Иранци присвојили и докупили су још шест нових примерака. Извештаји показују да су неки од авиона враћени у Ирак у јулу 2014. године, да би се повећала њихова борбена способност, у новим околностима у региону. | Ирак – У лето 2014. године, са појавом милитаната на северу Ирака, влада је брзо у Русији купила јуришне авионе. Тачан број купљених авиона у 2014. години није био познат.                                                                    |
| Грузија – У периоду Совјетског Савеза, Су-25 су се производили у Грузији. Само је мали број једноседа Су-25 доведен на оперативан стандард и уведен у састав ваздухопловства. Поседују девет Су-25, различитих варијанти, од њих осам су Су-25КМ шкорпион (унапређена варијанте Су-25 у сарадњи са Израелом), од 2004. | Северна Македонија је купила три једноседа Су-25 и један двосед Су-25УБ, за потенцијалне напада албанских екстремиста. Авионе су купили од Украјине, након што су повучени из оперативне употребе у њиховом ваздухопловству. Авион су пензионисани 2004. године, а наводно су продати Грузији у 2005. Продаја се никада није догодила, а они су остали у близини аеродрома у Скопљу.                          | |

## Карактеристике
| Дужина                       | 15,53 m       | Полетна маса                              | са 2xFAB-500 + 2xR-73E                    | са 2xFAB-500 + 2xR-73E                    | 14.440 kg |
| Висина                       | 4,80 m        | Полетна маса                              | максимална                                | максимална                                | 19.300 kg |
| Размах                       | 14,36 m       | Стаза полетања                            | са нормалном масом                        | са нормалном масом                        | 500 m     |
| Површина крила               | 33,7 m²       | Стаза полетања                            | са максималном масом                      | са максималном масом                      | 1.050 m   |
| Угао стреле нападне ивице    | 20°           | Маса при слетању                          | нормална                                  | нормална                                  | 11.020 kg |
| Погон                        | 2 × ТРД Р-195 | Маса при слетању                          | максимална                                | максимална                                | 13.200 kg |
| Потисак                      | 2 × 44.18 kN  | Стаза слетања                             | са нормалном масом                        | са нормалном масом                        | 550 m     |
| Маса (празног)               | 9.800 kg      | Стаза слетања                             | са максималном масом                      | са максималном масом                      | 750 m     |
| Унутрашње гориво             | 5.000 kg      | Максимална брзина (Н=0 m)                 | Максимална брзина (Н=0 m)                 | Максимална брзина (Н=0 m)                 | 950 km/h  |
| Пнеуматици гл. ногу          | 840х360 mm    | Максимални Махов број                     | Максимални Махов број                     | Максимални Махов број                     | 0,82      |
| Пнеуматик нос. ноге          | 660х200 mm    | Границе фактора аеродинамичког оптерећења | Границе фактора аеродинамичког оптерећења | Границе фактора аеродинамичког оптерећења | +6.5/-2.0 |
| Притисак, у два хидросистема | 210 kg/cm²    | Практични долет,                          | без спољних терета                        | на нивоу мора                             | 500 km    |
| Течност против залеђивања    | 6 lit         | Практични долет,                          | без спољних терета                        | на висини                                 | 1.000 km  |
|                              |               | Практични долет,                          | са 4 x ПТТ-800                            | празни одбачени                           | 1.850 km  |